# Gutersagaen
Gutersagaen eller Gutesagaen (≈Guternes saga) er en gotlandsk krønike. Landskabskrøniken forbinder Gotlands mytologiske forhistorie med faktiske begivenheder såsom kristendommens udbredelse på Gotland. Sagaen er skrevet på oldgutnisk, et separat sprog ved siden af olddansk og oldsvensk. Sagaen kan ses som Gotlands og guternes skabelsesmyte.
Ifølge sagaen var øen Gotland før bundet af mørke kræfter, så den sank i havet om dagen og stod op igen om natten. Først da Tjelvar som øens første mytologiske indbygger bar ild til landet sank den aldrig i havet mere. Sagaen beretter videre om den første forhistoriske bosættelse og den senere emigration på grund af overbefolkning og hungersnød, hvordan guterne under Avair Strabain kom ind under Svea-kongen, hvordan den norske konge Olav Haraldsson bragte den kristne tro til øen og hvordan de første kirker blev oprettet.
Sagaen afslutter den gotlandske landskabslov (Guterloven). Den ældste håndskrift er fra 1300-tallet, men sagaen kan dateres tilbage til tiden før 1285, måske til tiden omkring 1220 - på omtrent samme tid, hvor også Snorre Sturlason (1179-1241) skrev sagaerne på Island. Måske blev den videreført fra en ældre mundtlig tradition. Gutersagaen kan anses som en af Nordens ældste landskabskrøniker.
Et andet kendt gotlandsk krønike blev udgivet af den dansk-gotlandske sognepræst Hans Nielsen Strelow som Cronica Guthilandorum på dansk i København i 1633. Strelows krønike afviger i enkelte punkter fra Gutersagaen, f.eks. med hensyn til kristendommens indførelse på Gotland.